# Баясыт Новый
Но́вый Баясы́т (укр. Новий Баясит, крымскотат. Yañı Bayasıt, Янъы Баясыт) — исчезнувшее село в Первомайском районе Республики Крым, располагавшееся на северо-западе района, в степной части Крыма, примерно в 3 км северо-западнее современного села Степное.

## История
Первое документальное упоминание села встречается в Статистическом справочнике Таврической губернии. Ч.II-я. Статистический очерк, выпуск пятый Евпаторийский уезд, 1915 год, согласно которому в деревне Баясыт (сельской общины) Коджанбакской волости Евпаторийского уезда числилось 12 дворов (все дворы с землёй) со смешанным населением в количестве 74 человек приписных жителей, из которых 41 мужчины и 33 женщины. Жители владели 32 десятинами удобной земли. В хозяйствах имелось 60 лошадей, 10 коров и 253 головы мелкого скота.
После установления в Крыму Советской власти, по постановлению Крымревкома от 8 января 1921 года № 206 «Об изменении административных границ» была упразднена волостная система и в составе Евпаторийского уезда был образован Бакальский район, в который включили село, а в 1922 году уезды получили название округов. 11 октября 1923 года, согласно постановлению ВЦИК, в административное деление Крымской АССР были внесены изменения, в результате которых округа были отменены, Бакальский район упразднён и село вошло в состав Евпаторийского района. Согласно Списку населённых пунктов Крымской АССР по Всесоюзной переписи 17 декабря 1926 года, в селе Баясыт Новый, Баясытского сельсовета Евпаторийского района, числилось 22 двора, все крестьянские, население составляло 107 человек, все татары, действовала татарская школа
По данным всесоюзная перепись населения 1939 года в селе проживало 95 человек. В последний раз в доступных источниках селение встречается на двухкилометровке РККА 1942 года.